# Средња Трнова
Средња Трнова је насељено мјесто у општини Угљевик, Република Српска, БиХ. Према попису становништва из 2013. у насељу је живјело 589 становника.
Насеље званично носи назив Средња Трнова од 26. децембра 1934. када је по Рјешењу Министра унутрашњих послова Краљевине Југославије промијењен ранији назив Турска Трнова.

## Становништво
Према попису становништва из 1991. године, мјесто је имало 721 становника и било је насељеном углавном Муслиманима.